# 岸邊站
岸邊站（日语：／ Kishibe eki */?）是位於大阪府吹田市岸部南一丁目，屬於西日本旅客鐵道（JR西日本）東海道本線（JR京都線）的車站。車站編號為JR-A43。

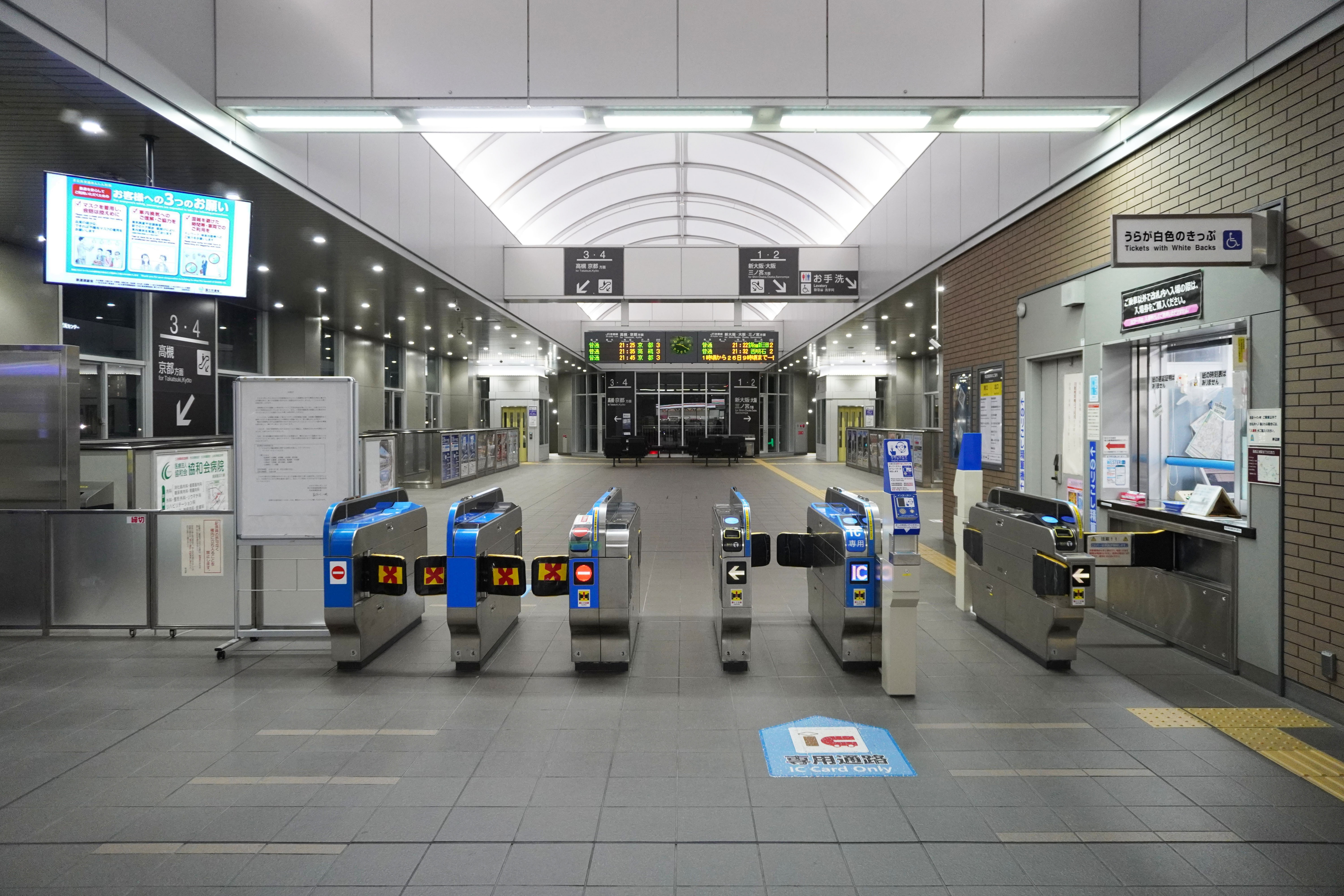
驗票口(2023年2月)

## 概要
車站北邊為大型吹田操車場遺址，現時為吹田號誌站以及新設的吹田貨物總站，均不屬於此車站範圍。站名「岸邊」原自於此站所在地的地名「岸部」。當時日本國有鐵道（國鐵）為了簡化車站名稱而定此名。而岸部的地名是源自1889]（明治22年）實施町村制把「吉志部」簡化而成（參考岸部村）。此站距離阪急電鐵正雀站6分鐘步行距離。

## 歷史
- 1947年（昭和22年）4月11日 - 國有鐵道（2年後改名為日本國有鐵道）東海道本線千里丘站至吹田站之間（吹田操車場（日语：吹田信号場）附近）開設此站[1]。當時只是旅客車站。
- 1970年（昭和45年）6月25日 - 鋼筋混凝土的舊車站大樓落成並開始使用。
- 1987年（昭和62年）4月1日 - 伴隨國鐵分割民營化，車站由西日本旅客鐵道（JR西日本）營運。
- 1988年（昭和63年）3月13日 - 制定路線別名「JR京都線」。
- 2002年（平成14年）7月29日 - 引入JR京都・神戶線運行管理系統（日语：アーバンネットワーク運行管理システム#JR京都・神戸線システム）。月台上設置電子列車出發顯示牌。
- 2003年（平成15年）11月1日 - 此站可以使用IC卡ICOCA[2]。
- 2007年（平成19年）3月18日 - 更新車站自動廣播（日语：駅自動放送）。
- 2008年（平成20年）
  - 2月20日 - 閘口設置電子列車出發顯示牌。
  - 10月29日 - 開始建設跨站式站房工程。
- 2009年（平成21年）10月17日 - 隨著建設跨站式站房，舊車站大站部分位置封閉，櫃臺與閘口的位置遷移。
- 2010年（平成22年）1月17日 - 隨著建設跨站式站房，2號月台的1卡車廂長度，3號月台的2卡車廂長度遷移至臨時月台空間。
- 2012年（平成24年）
  - 3月17日 - 跨站式站房臨時開始使用。同時綠色售票機（日语：みどりの券売機）、電梯、升降機也開始使用。月台提高高度工程完成，同時向高槻、京都方向延伸2卡的長度。
  - 5月5日 - 開設北出口。北出口站前廣場開始使用。
- 2013年（平成25年）9月23日 - Heart·in（日语：ハートイン）開業。
- 2015年（平成27年）
  - 3月12日 - 引入進站音樂。
  - 3月14日 - 南口站前廣場的翻新工程完成。整個跨站式站房工程完成。
- 2018年（平成30年）
  - 3月17日 - 引入車站編號並開始使用。
  - 11月17日 - 車站北邊的商業設施「VIERRA岸邊健都」開幕[3]。車站大堂與新建設的天橋連接。

## 車站構造

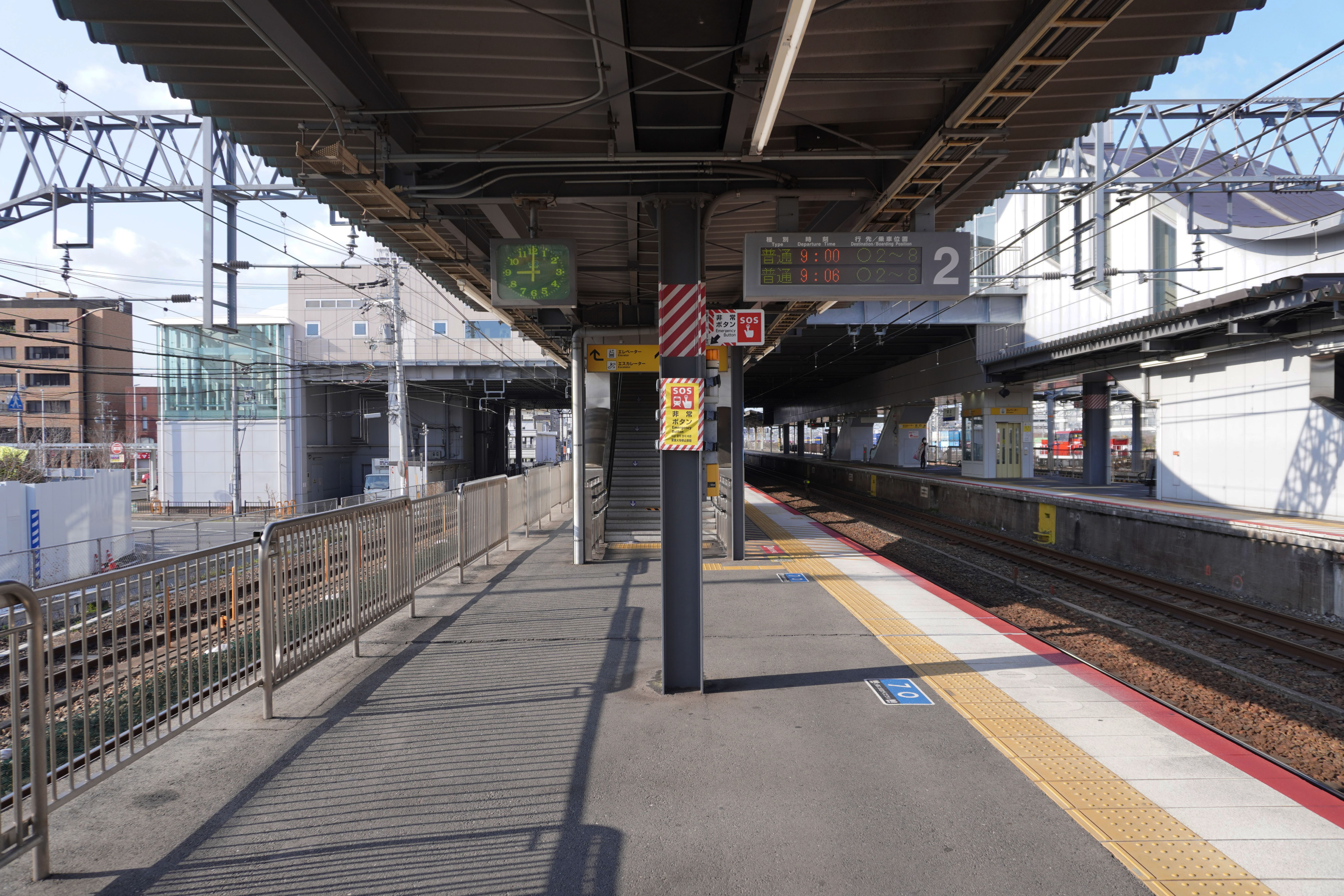
1號與2號月台(2023年2月)

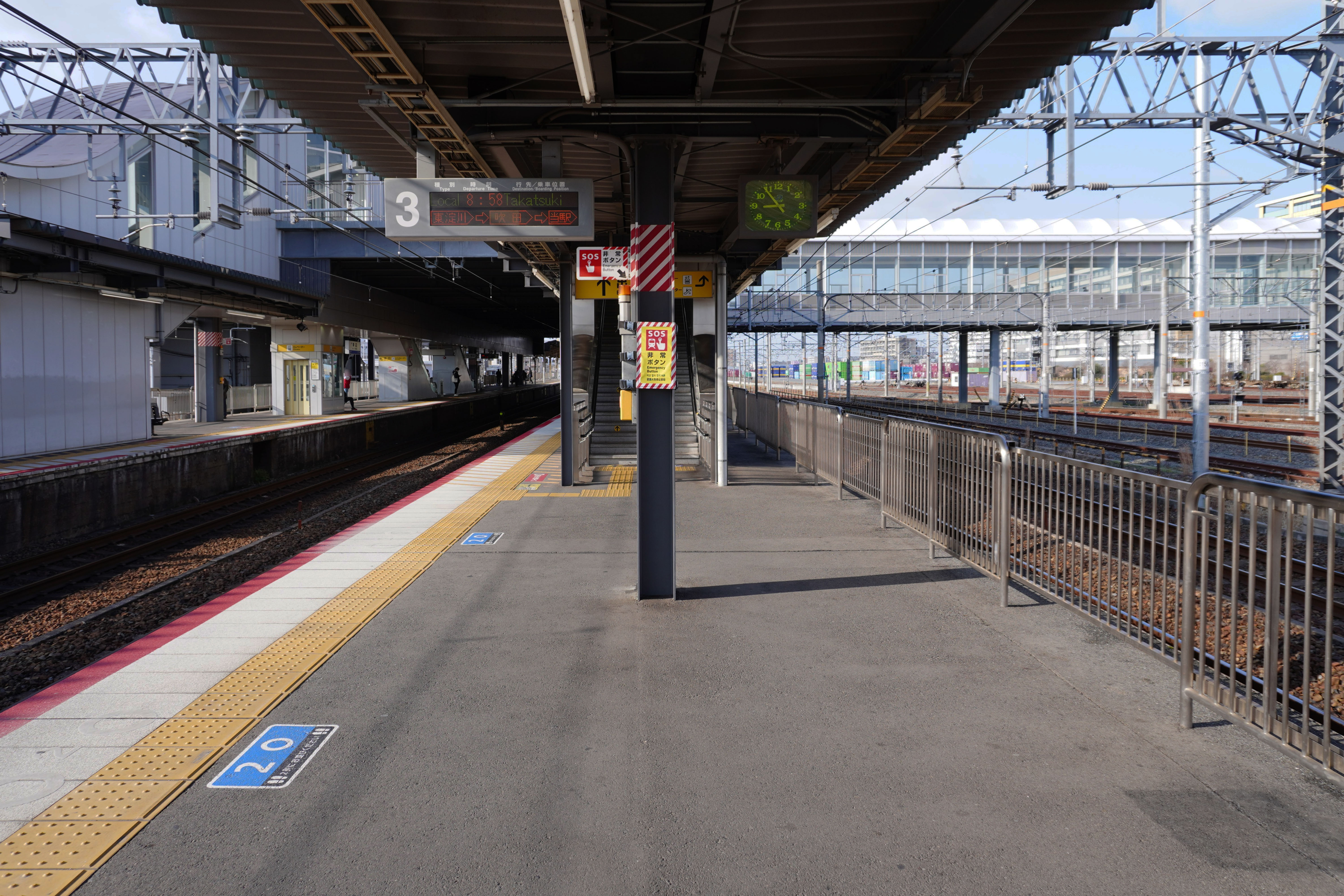
3號與4號月台(2023年2月)

本站為地面車站，設有2面4線的島式月台。外側線的列車不會有列車停靠，因此外側的1號與4號月台設有柵欄（但連接JR吹田工場的路軌與貨物路軌除外），列車只會在內側2、3號月台上下乘客。此站的跨站式站房於2012年3月17日啟用，過去閘口位於地底通道，月台與閘口之間只設有樓梯連接，沒有升降機或電梯。多功能廁所位於跨站式站房。站内設有轉轍器和絶對信號機，並且被定義為停留所。
LED式列車資訊顯示牌在2002年7月29日引入JR京都・神戶線運行管理系統時開始使用，只設於2、3號月台。2008年2月20日起閘口設有3行式列車資訊顯示牌。
此站為直營車站，由高槻站（管理站）與吹田站（地區站）管理，在部分時段只有1人當值，兼任櫃臺與閘口業務，在跨站式站房上設有綠色售票機。可使用ICOCA與互相使用的IC卡。

### 月台配置
| 月台 | 路線     | 方向 | 軌道   | 目的地                             |
| ---- | -------- | ---- | ------ | ---------------------------------- |
| 1    | JR京都線 | 下行 | 外側線 | （只供通過列車使用，設有柵欄圍封） |
| 2    | JR京都線 | 下行 | 內側線 | 新大阪、大阪、三之宮方向           |
| 3    | JR京都線 | 上行 | 內側線 | 高槻、京都方向                     |
| 4    | JR京都線 | 上行 | 外側線 | （只供通過列車使用，設有柵欄圍封） |

- 以上的路線名是使用旅客資訊上的名稱（別名、愛稱）。

### 跨站式站房工程

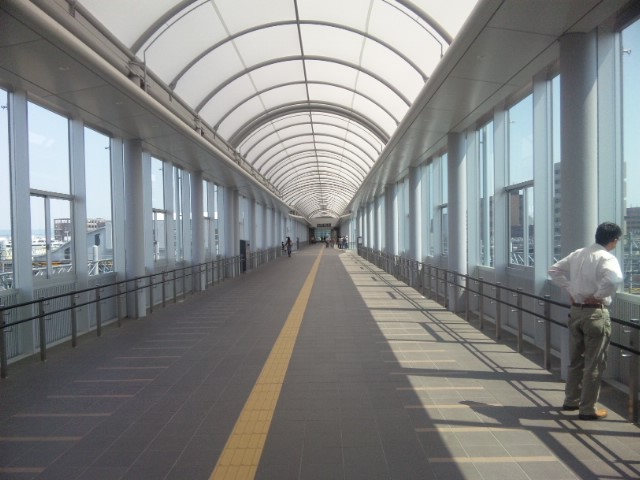
已完成的跨線橋

跨線橋是建設在2015年3月14日，並建於吹田操車場遺址與吹田貨物總站之上，以方便乘客連接車站北邊。在2012年3月17日跨站式站房落成並開始使用。同時月台上向千里丘方向延長約40米（2卡車廂長度），新設升降機、電梯和樓梯。
在前期準備工程中，把站內的Kiosk與Heart·in岸邊店關閉。在2009年7月26日起，閘口的位置遷移至西邊（Kiosk在9月4日開設臨時商店）。此外，在工程中需把車站大樓建築物的右邊部分位置削去。在2009年10月17日櫃臺與閘口的位置遷移。在2009年11月21日，站前迴旋路的構造變更。在2010年1月17日，為了開始建設跨站式站房工程，月台向大阪一方遷移，下行線的1卡車廂長度、上行線的2卡車廂長度之臨時月台空間完成。

## 時間表
在日間時段中，每小時設有8班。在早上繁忙時段會較多班次。

## 使用情況
2018年（平成30年）度1日平均上車人次為17,049人。
以下為近年1日平均上車人次列表：
| 年度               | 1日平均 上車人次 | 來源     |
| ------------------ | ---------------- | -------- |
| 1990年（平成02年） | 13,559           | [ * 1 ]  |
| 1991年（平成03年） | 14,586           | [ * 2 ]  |
| 1992年（平成04年） | 15,170           | [ * 3 ]  |
| 1993年（平成05年） | 15,592           | [ * 4 ]  |
| 1994年（平成06年） | 15,710           | [ * 5 ]  |
| 1995年（平成07年） | 16,617           | [ * 6 ]  |
| 1996年（平成08年） | 16,946           | [ * 7 ]  |
| 1997年（平成09年） | 16,666           | [ * 8 ]  |
| 1998年（平成10年） | 16,433           | [ * 9 ]  |
| 1999年（平成11年） | 16,112           | [ * 10 ] |
| 2000年（平成12年） | 15,439           | [ * 11 ] |
| 2001年（平成13年） | 15,259           | [ * 12 ] |
| 2002年（平成14年） | 14,868           | [ * 13 ] |
| 2003年（平成15年） | 14,754           | [ * 14 ] |
| 2004年（平成16年） | 14,600           | [ * 15 ] |
| 2005年（平成17年） | 14,439           | [ * 16 ] |
| 2006年（平成18年） | 14,567           | [ * 17 ] |
| 2007年（平成19年） | 14,556           | [ * 18 ] |
| 2008年（平成20年） | 14,712           | [ * 19 ] |
| 2009年（平成21年） | 14,563           | [ * 20 ] |
| 2010年（平成22年） | 14,478           | [ * 21 ] |
| 2011年（平成23年） | 14,563           | [ * 22 ] |
| 2012年（平成24年） | 14,883           | [ * 23 ] |
| 2013年（平成25年） | 15,402           | [ * 24 ] |
| 2014年（平成26年） | 15,274           | [ * 25 ] |
| 2015年（平成27年） | 15,464           | [ * 26 ] |
| 2016年（平成28年） | 15,560           | [ * 27 ] |
| 2017年（平成29年） | 15,986           | [ * 28 ] |
| 2018年（平成30年） | 17,049           | [ * 29 ] |

## 車站周邊

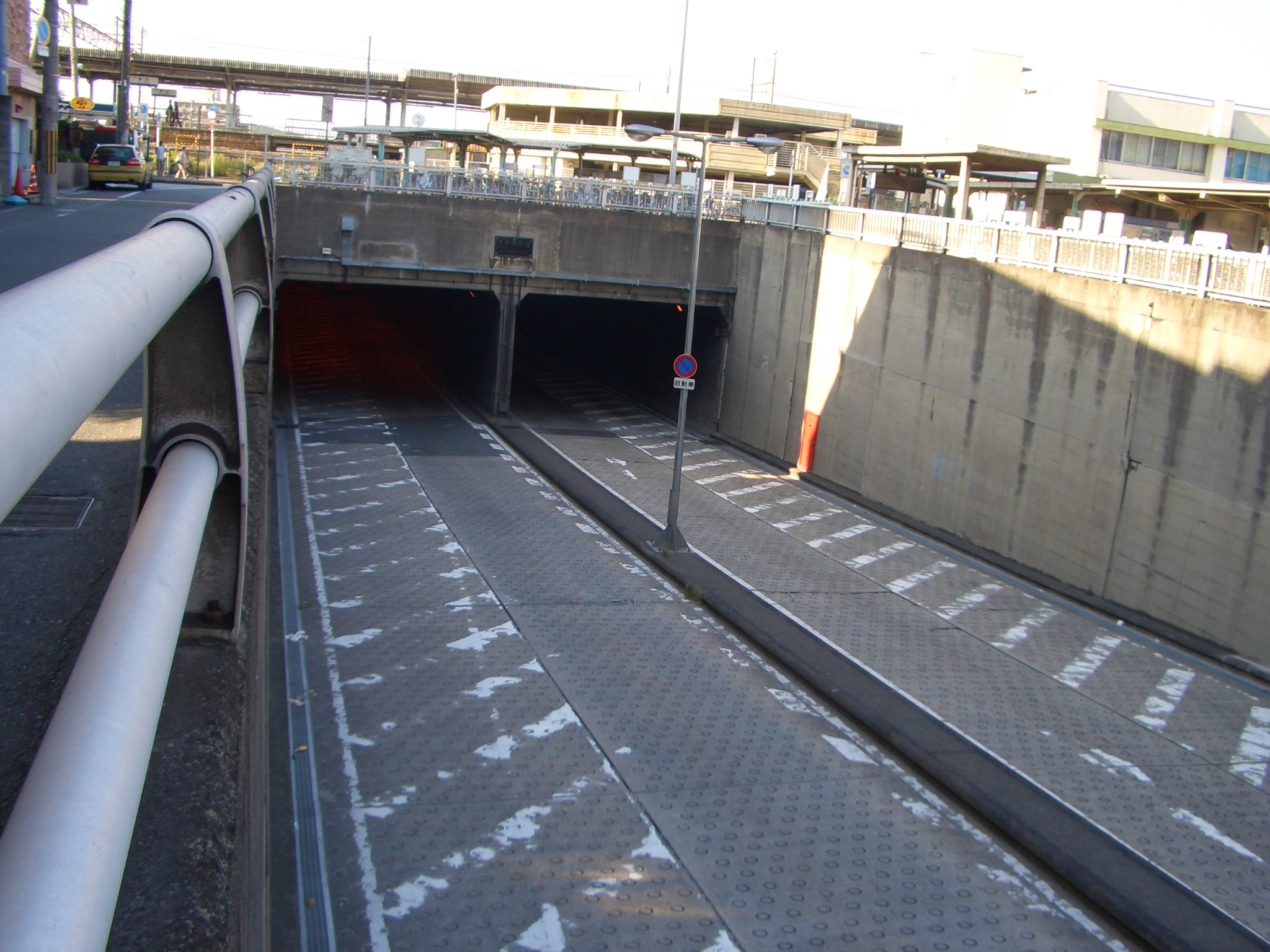
岸部地下通道

- 北大阪健康醫療都市（健都）
  - 國立心血管疾病研究中心（日语：国立循環器病研究センター）
  - 市立吹田市民醫院（日语：市立吹田市民病院）
  - VIERRA岸邊健都
  - 健都創新園
  - 吹田市立健都圖書館
  - 健都路軌旁公園
  - 明和池公園
  - 月桂樹廣場健都The・住所
  - 月桂樹廣場健都The・臺
  - 老年人養生住宅
- JR貨物吹田機關區（日语：吹田機関区）
- JR西日本吹田工場（日语：吹田総合車両所）
- 大阪學院大學
- 大阪學院大學高等學校（日语：大阪学院大学高等学校）
- 大阪人間科學大學（日语：大阪人間科学大学）
- 大阪薰英女學院中學校及高等學校
- 大阪薫英女子短期大學（日语：大阪薫英女子短期大学）
- 星翔高等學校（日语：星翔高等学校 (大阪府)）
- 吹田市立博物館（日语：吹田市立博物館）
- 阪急電鐵正雀工場（日语：阪急電鉄正雀工場）
- OPPEN化妝品（日语：オッペン化粧品）總部
- 吹田岸邊站前郵局
- Izumiya（日语：イズミヤ）
- 岸部地下通道
- 岸邊車站酒店
- 平和堂、Friend mart岸邊店
- 極樂湯（日语：極楽湯）（超級錢湯）
- 藥店Sagami（日语：セガミ）

## 巴士路線
阪急巴士（均為吹田市內線）
- JR岸邊南口
  - 1號月台：10系統　往吹田營業所（日语：阪急バス吹田営業所）前（經大曾根、旭町、JR吹田、吹田市政廳前（阪急吹田））※ 部分以JR吹田為終站。
  - 2號月台：10系統　往桃山台駅站（經七尾、亥子谷、南千里）
- JR岸邊北口
  - 1號月台：11系統　往桃山台站前（經岸部東、亥子谷、南千里）
  - 2號月台：12系統・18系統　往阪急山田、千里中央（經七尾、下山田、山田樫切山、新小川）
  - 3號月台：12系統　往JR吹田（經吹高（日语：大阪府立吹田高等学校）口、吹田市政廳前（阪急吹田））

## 相鄰車站
西日本旅客鐵道
 JR京都線（東海道本線）
■新快速、■快速
通過
■普通
千里丘（JR-A42）－岸邊（JR-A43）－吹田（JR-A44）
- 此站與吹田站之間設有吹田貨物總站（貨運車站），該處只有貨物路軌，沒有路軌連接此站的旅客路軌。

### 內文
1. 1 2  「運輸省告示第93号」『官報』1947年4月9日（國立國會圖書館數碼化收藏資料）
2. ↑  「ICOCA」いよいよデビュー! 〜 平成15年11月1日（土）よりサービス開始いたします 〜（互聯網檔案館） - 西日本旅客鐵道新聞發布 2003年8月30日
3. ↑  .   [2020-03-21]. （原始内容存档于2018-10-22）.
4. ↑  .   [2020-03-21]. （原始内容存档于2016-12-21）.

### 使用情況
1. ↑  大阪府統計年鑑 （页面存档备份，存于） - 大阪府
2. ↑  吹田市統計書 （页面存档备份，存于） - 吹田市

大阪府統計年鑑
1. ↑  大阪府統計年鑑（平成3年）PDF
2. ↑  大阪府統計年鑑（平成4年）PDF
3. ↑  大阪府統計年鑑（平成5年）PDF
4. ↑  大阪府統計年鑑（平成6年）PDF
5. ↑  大阪府統計年鑑（平成7年）PDF
6. ↑  大阪府統計年鑑（平成8年）PDF
7. ↑  大阪府統計年鑑（平成9年）PDF
8. ↑  大阪府統計年鑑（平成10年）PDF
9. ↑  大阪府統計年鑑（平成11年）PDF
10. ↑  大阪府統計年鑑（平成12年）PDF
11. ↑  大阪府統計年鑑（平成13年）PDF
12. ↑  大阪府統計年鑑（平成14年）PDF
13. ↑  大阪府統計年鑑（平成15年）PDF
14. ↑  大阪府統計年鑑（平成16年）PDF
15. ↑  大阪府統計年鑑（平成17年）PDF
16. ↑  大阪府統計年鑑（平成18年）PDF
17. ↑  大阪府統計年鑑（平成19年）PDF
18. ↑  大阪府統計年鑑（平成20年）PDF
19. ↑  大阪府統計年鑑（平成21年）PDF
20. ↑  大阪府統計年鑑（平成22年）PDF
21. ↑  大阪府統計年鑑（平成23年）PDF
22. ↑  大阪府統計年鑑（平成24年）PDF
23. ↑  大阪府統計年鑑（平成25年）PDF
24. ↑  大阪府統計年鑑（平成26年）PDF
25. ↑  大阪府統計年鑑（平成27年）PDF
26. ↑  大阪府統計年鑑（平成28年）PDF
27. ↑  大阪府統計年鑑（平成29年）PDF
28. ↑  大阪府統計年鑑（平成30年）PDF
29. ↑  大阪府統計年鑑（令和元年）PDF

## 外部連結
- 岸邊｜車站資訊：JR出門網 - 西日本旅客鐵道
- 吹田市 - 岸邊站跨站式站房圖片 （页面存档备份，存于）